# Четворовектор потенцијала
Четворовектор потенцијала у релативистичкој механици обухвата скаларни и векторски потенцијал и он се у СИ јединицама дефинише као: {\displaystyle A^{\alpha }=\left(\phi /c,\mathbf {A} \right)\,\!}.
У класичној механици, електрични скаларни и магнетни векторски електродинамички потенцијал су обједињени под именом електродинамички потенцијали.